# Gorzów Wielkopolski
Gorzów Wielkopolski [gɔʐuf vjɛlkɔpɔlski] (viết tắt Gorzów Wlkp; tiếng Đức: Landsberg một Warthe der) là một thành phố ở phía tây Ba Lan, bên sông Warta. Đây là thành phố lớn nhất trong tỉnh Lubusz với dân số 125.149 người (tháng sáu năm 2009), và là một trong hai thủ phủ của tỉnh là nơi có trụ sở của một thống đốc tỉnh (thủ phủ khác là Zielona Góra), trước đây nó là thủ phủ của tỉnh Gorzów (1975-1998).
Trong những năm gần đây thành phố đã được biết đến với một cựu Thủ tướng Ba Lan Kazimierz Marcinkiewicz, người sinh ra từ Gorzów Wielkopolski. Xung quanh Gorzów có hai khu rừng lớn: rừng Gorzów (Puszcza Gorzowska) về phía bắc, nơi có công viên cảnh quan Barlinek-Gorzów, và rừng Noteć (Puszcza Notecka) về phía đông nam. Các mỏ dầu lớn nhất ở Ba Lan nằm gần Gorzów. 